# Temporadas de tifones del Pacífico de 1902-19
La siguiente es una lista de las temporadas de tifones del Pacífico desde 1902 hasta 1919. Los datos de estos años eran extremadamente poco fiables, por lo que hubo muchos más tifones que no tocaron tierra y no fueron detectados por los barcos.

## Sistemas

### 1902
En 1902, hubo 24 ciclones tropicales en el Océano Pacífico occidental. 1300 personas murieron a causa de un tifón en Japón en septiembre.

### 1903
En 1903, hubo 31 ciclones tropicales en el Océano Pacífico occidental.

### 1904
En 1904, hubo 31 ciclones tropicales en el Océano Pacífico occidental. Hay un tifón que impacta a Vietnam.

### 1905
En 1905, hubo 24 ciclones tropicales en el Océano Pacífico occidental. El 20 de abril, un tifón azotó las Islas Marshall y mató a 26 personas. El 30 de junio, otro tifón atravesó las Islas Marshall y mató a 230 personas. Del 21 al 29 de septiembre, un tifón atravesó Filipinas y mató a más de 240 personas.

### 1906
En 1906, hubo 24 ciclones tropicales en el Océano Pacífico occidental. En septiembre de 1906, un tifón azotó China cerca de Hong Kong, matando a unas 15.000 personas y causando daños por valor de 20 millones de dólares.

### 1907
En 1907, hubo 32 ciclones tropicales en el Océano Pacífico occidental. Del 26 al 27 de marzo, un tifón atravesó las islas Carolinas y mató a 473 personas en el archipiélago.

### 1908
En 1908, hubo 31 ciclones tropicales en el Océano Pacífico occidental. Un tifón azotó cerca de Hong Kong y mató a 428 personas.

### 1909
En 1909, hubo 35 ciclones tropicales en el Océano Pacífico occidental. Hay un tifón con vientos de 135 mph (217 km / h). El tifón afectó a Filipinas y provocó la destrucción de un instrumento.

### 1910
En 1910, hubo 38 ciclones tropicales en el Océano Pacífico occidental.

### 1911
En 1911, hubo 30 ciclones tropicales en el Océano Pacífico occidental. Se observó por primera vez una tormenta al sur de Guam el 21 de agosto y se movió en una trayectoria hacia el oeste. El 26 de agosto, la pista se movió más hacia el oeste-noroeste, llevándola a las islas Batanes frente a la costa del norte de Luzón. Esa noche, la tormenta se acercó a la costa suroeste de Taiwán (entonces conocida como Formosa) con gran intensidad, posiblemente moviéndose sobre la isla Kaohsiung informó una presión mínima de 937 mbar (27,63 inHg), la presión más baja jamás registrada en la isla en 1955, así como vientos máximos sostenidos de 177 km/h (110 mph). Los vientos máximos se estimaron en alrededor de 251 km / h (156 mph), según la gravedad de los escombros en el aire. En otras partes de la isla, la velocidad del viento más alta registrada fue de 196 km/h (122 mph). En todo Taiwán, el tifón destruyó más de 30.000 casas, hirió a 378 y mató a 305 personas. La tormenta tocó tierra en el este de China el 27 de agosto y continuó hacia el norte durante tres días más.

### 1912
En 1912, hubo 27 ciclones tropicales en el Océano Pacífico occidental. En agosto, un tifón azotó cerca de Wenzhou, China, y mató a 50.000 personas. En septiembre, un tifón mató a 1.000 personas y dejó 20 millones de dólares en daños cuando azotó Japón. El 26 de noviembre, un tifón azotó Palau y mató a dos personas.

### 1913
En 1913, hubo 23 ciclones tropicales en el Océano Pacífico occidental. El 10 de noviembre, un tifón azotó Guam. El USS Ajax naufragó durante la tormenta. Se informó que un administrador del hospital murió, aunque luego fueron encontrados con vida.

### 1914
En 1914, hubo 25 ciclones tropicales en el Océano Pacífico occidental.

### 1915
En 1915, hubo 23 ciclones tropicales en el Océano Pacífico occidental.

### 1916
En 1916, hubo 23 ciclones tropicales en el Océano Pacífico occidental.

### 1917
En 1917, hubo 16 ciclones tropicales en el Océano Pacífico occidental. En septiembre, un tifón azotó la isla japonesa de Honshu, matando a 4.000 personas y dejando 50 millones de dólares en daños.

### 1918
En 1918, hubo 16 ciclones tropicales en el Océano Pacífico occidental. En noviembre, un tifón mató a 129 personas cuando golpeó Majuro en las Islas Marshall.

### 1919
En 1919, hubo 26 ciclones tropicales en el Océano Pacífico occidental.